# Interlands Oostenrijks voetbalelftal 2010-2019
Deze pagina toont een chronologisch en gedetailleerd overzicht van de interlands die het Oostenrijks voetbalelftal speelde in de periode 2010 – 2019.

## Interlands

### 2010
|                                                              |                                      |       |                      |                                                                                      |
| 3 maart Vriendschappelijk № 691 «onderlinge duels» 19:30 uur | Oostenrijk                           | 2 – 1 | Denemarken           | Ernst Happelstadion, Wenen Toeschouwers: 13.500 Scheidsrechter: Pavel Královec (CZE) |
| 3 maart Vriendschappelijk № 691 «onderlinge duels» 19:30 uur | Franz Schiemer 12' Roman Wallner 37' |       | 17' Nicklas Bendtner | Ernst Happelstadion, Wenen Toeschouwers: 13.500 Scheidsrechter: Pavel Královec (CZE) |

|                                                             |            |                |         |                                                                              |
| 19 mei Vriendschappelijk № 692 «onderlinge duels» 19:30 uur | Oostenrijk | 0 – 1          | Kroatië | Hypo-Arena, Klagenfurt Toeschouwers: 20.000 Scheidsrechter: Kevin Blom (NED) |
| 19 mei Vriendschappelijk № 692 «onderlinge duels» 19:30 uur |            | 85' Mate Bilić |         | Hypo-Arena, Klagenfurt Toeschouwers: 20.000 Scheidsrechter: Kevin Blom (NED) |

|                                                                  |            |                     |             |                                                                                          |
| 11 augustus Vriendschappelijk № 693 «onderlinge duels» 20:30 uur | Oostenrijk | 0 – 1               | Zwitserland | Wörtherseestadion, Klagenfurt Toeschouwers: 18.000 Scheidsrechter: Antonio Rubinos (ESP) |
| 11 augustus Vriendschappelijk № 693 «onderlinge duels» 20:30 uur |            | 73' Moreno Costanzo |             | Wörtherseestadion, Klagenfurt Toeschouwers: 18.000 Scheidsrechter: Antonio Rubinos (ESP) |

|                                                                        |                                      |       |            |                                                                                      |
| 7 september EK-kwalificatie Groep A № 694 «onderlinge duels» 19:30 uur | Oostenrijk                           | 2 – 0 | Kazachstan | Red Bull Arena, Salzburg Toeschouwers: 22.500 Scheidsrechter: Marijo Strahonja (CRO) |
| 7 september EK-kwalificatie Groep A № 694 «onderlinge duels» 19:30 uur | Roland Linz 90+1' Erwin Hoffer 90+2' |       |            | Red Bull Arena, Salzburg Toeschouwers: 22.500 Scheidsrechter: Marijo Strahonja (CRO) |

|                                                                      |                                                                |       |              |                                                                                          |
| 8 oktober EK-kwalificatie Groep A № 695 «onderlinge duels» 19:30 uur | Oostenrijk                                                     | 3 – 0 | Azerbeidzjan | Ernst Happelstadion, Wenen Toeschouwers: 26.500 Scheidsrechter: Nicolai Vollquartz (DEN) |
| 8 oktober EK-kwalificatie Groep A № 695 «onderlinge duels» 19:30 uur | Sebastian Prödl 3' Marko Arnautović 53' Marko Arnautović 90+1' |       |              | Ernst Happelstadion, Wenen Toeschouwers: 26.500 Scheidsrechter: Nicolai Vollquartz (DEN) |

|                                                                       |                                                                                  |       |                                                                                |                                                                                       |
| 12 oktober EK-kwalificatie Groep A № 696 «onderlinge duels» 20:45 uur | België                                                                           | 4 – 4 | Oostenrijk                                                                     | Koning Boudewijnstadion, Brussel Toeschouwers: 25.000 Scheidsrechter: Mike Dean (ENG) |
| 12 oktober EK-kwalificatie Groep A № 696 «onderlinge duels» 20:45 uur | Jelle Vossen 11' Marouane Fellaini 47' Marvin Ogunjimi 87' Nicolas Lombaerts 90' |       | 14' Franz Schiemer 29' Marko Arnautović 62' Franz Schiemer 90+3' Martin Harnik | Koning Boudewijnstadion, Brussel Toeschouwers: 25.000 Scheidsrechter: Mike Dean (ENG) |

|                                                                  |                     |       |                                           |                                                                                    |
| 17 november Vriendschappelijk № 697 «onderlinge duels» 20:30 uur | Oostenrijk          | 1 – 2 | Griekenland                               | Ernst Happelstadion, Wenen Toeschouwers: 16.200 Scheidsrechter: Sascha Kever (SUI) |
| 17 november Vriendschappelijk № 697 «onderlinge duels» 20:30 uur | Christian Fuchs 67' |       | 49' Georgios Samaras 81' Georgios Fotakis | Ernst Happelstadion, Wenen Toeschouwers: 16.200 Scheidsrechter: Sascha Kever (SUI) |

### 2011
|                                                                 |                                                                   |       |                             |                                                                                   |
| 9 februari Vriendschappelijk № 698 «onderlinge duels» 20:30 uur | Nederland                                                         | 3 – 1 | Oostenrijk                  | Philips Stadion, Eindhoven Toeschouwers: 33.000 Scheidsrechter: Felix Brych (GER) |
| 9 februari Vriendschappelijk № 698 «onderlinge duels» 20:30 uur | Wesley Sneijder 28' Klaas-Jan Huntelaar 48' Dirk Kuijt 71' (pen.) |       | 84' (pen.) Marko Arnautović | Philips Stadion, Eindhoven Toeschouwers: 33.000 Scheidsrechter: Felix Brych (GER) |

|                                                                     |            |                                |        |                                                                                            |
| 25 maart EK-kwalificatie Groep A № 699 «onderlinge duels» 20:30 uur | Oostenrijk | 0 – 2                          | België | Ernst Happelstadion, Wenen Toeschouwers: 45.000 Scheidsrechter: Vladislav Bezborodov (RUS) |
| 25 maart EK-kwalificatie Groep A № 699 «onderlinge duels» 20:30 uur |            | 6' Axel Witsel 50' Axel Witsel |        | Ernst Happelstadion, Wenen Toeschouwers: 45.000 Scheidsrechter: Vladislav Bezborodov (RUS) |

|                                                                     |                                 |       |            |                                                                                             |
| 29 maart EK-kwalificatie Groep A № 700 «onderlinge duels» 20:30 uur | Turkije                         | 2 – 0 | Oostenrijk | Şükrü Saracoğlustadion, Istanboel Toeschouwers: 40.420 Scheidsrechter: Pavel Královec (CZE) |
| 29 maart EK-kwalificatie Groep A № 700 «onderlinge duels» 20:30 uur | Arda Turan 28' Gökhan Gönül 78' |       |            | Şükrü Saracoğlustadion, Istanboel Toeschouwers: 40.420 Scheidsrechter: Pavel Královec (CZE) |

|                                                                   |                           |       |                                 |                                                                                       |
| 3 juni EK-kwalificatie Groep A № 701 «onderlinge duels» 20:30 uur | Oostenrijk                | 1 – 2 | Duitsland                       | Ernst Happelstadion, Wenen Toeschouwers: 47.500 Scheidsrechter: Massimo Busacca (SUI) |
| 3 juni EK-kwalificatie Groep A № 701 «onderlinge duels» 20:30 uur | Arne Friedrich 51' (e.d.) |       | 44' Mario Gómez 90' Mario Gómez | Ernst Happelstadion, Wenen Toeschouwers: 47.500 Scheidsrechter: Massimo Busacca (SUI) |

|                                                             |                                                                  |       |                      |                                                                       |
| 7 juni Vriendschappelijk № 702 «onderlinge duels» 19:30 uur | Oostenrijk                                                       | 3 – 1 | Letland              | UPC Arena, Graz Toeschouwers: 8.500 Scheidsrechter: Simon Evans (WAL) |
| 7 juni Vriendschappelijk № 702 «onderlinge duels» 19:30 uur | Christopher Dibon 75' Martin Harnik 81' Martin Harnik 90' (pen.) |       | 49' Pāvels Mihadjuks | UPC Arena, Graz Toeschouwers: 8.500 Scheidsrechter: Simon Evans (WAL) |

|                                                                  |                  |       |                                |                                                                                        |
| 10 augustus Vriendschappelijk № 703 «onderlinge duels» 20:30 uur | Oostenrijk       | 1 – 2 | Slowakije                      | Wörtherseestadion, Klagenfurt Toeschouwers: 13.000 Scheidsrechter: Darko Čeferin (SLO) |
| 10 augustus Vriendschappelijk № 703 «onderlinge duels» 20:30 uur | Erwin Hoffer 62' |       | 21' Juraj Kucka 30' Róbert Jež | Wörtherseestadion, Klagenfurt Toeschouwers: 13.000 Scheidsrechter: Darko Čeferin (SLO) |

|                                                                        | |       |                                        |                                                                                           |
| 2 september EK-kwalificatie Groep A № 704 «onderlinge duels» 20:45 uur | Duitsland                                                                                             | 6 – 2 | Oostenrijk                             | Veltins-Arena, Gelsenkirchen Toeschouwers: 53.313 Scheidsrechter: Paolo Tagliavento (ITA) |
| 2 september EK-kwalificatie Groep A № 704 «onderlinge duels» 20:45 uur | Miroslav Klose 8' Mesut Özil 23' Lukas Podolski 28' Mesut Özil 47' André Schürrle 83' Mario Götze 88' |       | 42' Marko Arnautović 51' Martin Harnik | Veltins-Arena, Gelsenkirchen Toeschouwers: 53.313 Scheidsrechter: Paolo Tagliavento (ITA) |

|                                                                        |            |       |         |                                                                                       |
| 6 september EK-kwalificatie Groep A № 705 «onderlinge duels» 20:30 uur | Oostenrijk | 0 – 0 | Turkije | Ernst Happelstadion, Wenen Toeschouwers: 47.500 Scheidsrechter: Alberto Undiano (ESP) |
| 6 september EK-kwalificatie Groep A № 705 «onderlinge duels» 20:30 uur |            |       |         | Ernst Happelstadion, Wenen Toeschouwers: 47.500 Scheidsrechter: Alberto Undiano (ESP) |

|                                                                      |                   |       |                                                                             |                                                                             |
| 7 oktober EK-kwalificatie Groep A № 706 «onderlinge duels» 17:00 uur | Azerbeidzjan      | 1 – 4 | Oostenrijk                                                                  | Dalğa Arena, Bakoe Toeschouwers: 5.000 Scheidsrechter: Stéphan Studer (SUI) |
| 7 oktober EK-kwalificatie Groep A № 706 «onderlinge duels» 17:00 uur | Vüqar Nadirov 67' |       | 34' Andreas Ivanschitz 52' Marc Janko 62' Marc Janko 90+1' Zlatko Junuzović | Dalğa Arena, Bakoe Toeschouwers: 5.000 Scheidsrechter: Stéphan Studer (SUI) |

|                                                                       |            |       |            |                                                                                   |
| 11 oktober EK-kwalificatie Groep A № 707 «onderlinge duels» 17:00 uur | Kazachstan | 0 – 0 | Oostenrijk | Astana Arena, Nur-Sultan Toeschouwers: 22.000 Scheidsrechter: Hannes Kaasik (EST) |
| 11 oktober EK-kwalificatie Groep A № 707 «onderlinge duels» 17:00 uur |            |       |            | Astana Arena, Nur-Sultan Toeschouwers: 22.000 Scheidsrechter: Hannes Kaasik (EST) |

|                                                                  |                                    |       |                |                                                                        |
| 15 november Vriendschappelijk № 708 «onderlinge duels» 20:00 uur | Oekraïne                           | 2 – 1 | Oostenrijk     | Arena Lviv, Lviv Toeschouwers: 31.879 Scheidsrechter: Svein Moen (NOR) |
| 15 november Vriendschappelijk № 708 «onderlinge duels» 20:00 uur | Artem Milevsky 18' Marko Dević 90' |       | 71' Marc Janko | Arena Lviv, Lviv Toeschouwers: 31.879 Scheidsrechter: Svein Moen (NOR) |

### 2012
|                                                                  |                                                                |       |                   |                                                                                       |
| 29 februari Vriendschappelijk № 709 «onderlinge duels» 19:30 uur | Oostenrijk                                                     | 3 – 1 | Finland           | Wörtherseestadion, Klagenfurt Toeschouwers: 10.200 Scheidsrechter: Paolo Valeri (ITA) |
| 29 februari Vriendschappelijk № 709 «onderlinge duels» 19:30 uur | Marc Janko 32' Martin Harnik 54' Andreas Ivanschitz 73' (pen.) |       | 89' Timo Furuholm | Wörtherseestadion, Klagenfurt Toeschouwers: 10.200 Scheidsrechter: Paolo Valeri (ITA) |

|                                                             |                                                               |       |                                   |                                                                                         |
| 1 juni Vriendschappelijk № 710 «onderlinge duels» 20:30 uur | Oostenrijk                                                    | 3 – 2 | Oekraïne                          | Tivoli Stadion Tirol, Innsbruck Toeschouwers: 13.000 Scheidsrechter: Felix Zwayer (GER) |
| 1 juni Vriendschappelijk № 710 «onderlinge duels» 20:30 uur | Zlatko Junuzović 3' Marko Arnautović 62' Marko Arnautović 89' |       | 56' Oleg Goesjev 65' Oleg Goesjev | Tivoli Stadion Tirol, Innsbruck Toeschouwers: 13.000 Scheidsrechter: Felix Zwayer (GER) |

|                                                             |            |       |          |                                                                                           |
| 5 juni Vriendschappelijk № 711 «onderlinge duels» 20:30 uur | Oostenrijk | 0 – 0 | Roemenië | Tivoli Stadion Tirol, Innsbruck Toeschouwers: 12.500 Scheidsrechter: Danny Makkelie (NED) |
| 5 juni Vriendschappelijk № 711 «onderlinge duels» 20:30 uur |            |       |          | Tivoli Stadion Tirol, Innsbruck Toeschouwers: 12.500 Scheidsrechter: Danny Makkelie (NED) |

|                                                                  |                                             |       |         |                                                                                   |
| 15 augustus Vriendschappelijk № 712 «onderlinge duels» 20:30 uur | Oostenrijk                                  | 2 – 0 | Turkije | Ernst Happelstadion, Wenen Toeschouwers: 23.500 Scheidsrechter: Ján Valášek (SVK) |
| 15 augustus Vriendschappelijk № 712 «onderlinge duels» 20:30 uur | Veli Kavlak 2' Andreas Ivanschitz 6' (pen.) |       |         | Ernst Happelstadion, Wenen Toeschouwers: 23.500 Scheidsrechter: Ján Valášek (SVK) |

|                                                                         |                      |       |                                      |                                                                                     |
| 11 september WK-kwalificatie Groep C № 713 «onderlinge duels» 20:30 uur | Oostenrijk           | 1 – 2 | Duitsland                            | Ernst Happelstadion, Wenen Toeschouwers: 47.000 Scheidsrechter: Björn Kuipers (NED) |
| 11 september WK-kwalificatie Groep C № 713 «onderlinge duels» 20:30 uur | Zlatko Junuzović 57' |       | 44' Marco Reus 52' (pen.) Mesut Özil | Ernst Happelstadion, Wenen Toeschouwers: 47.000 Scheidsrechter: Björn Kuipers (NED) |

|                                                                       |            |       |            |                                                                                  |
| 12 oktober WK-kwalificatie Groep C № 714 «onderlinge duels» 18:00 uur | Kazachstan | 0 – 0 | Oostenrijk | Astana Arena, Nur-Sultan Toeschouwers: 11.000 Scheidsrechter: Tamás Bognár (HUN) |
| 12 oktober WK-kwalificatie Groep C № 714 «onderlinge duels» 18:00 uur |            |       |            | Astana Arena, Nur-Sultan Toeschouwers: 11.000 Scheidsrechter: Tamás Bognár (HUN) |

|                                                                       |                                                                   |       |            |                                                                                    |
| 16 oktober WK-kwalificatie Groep C № 715 «onderlinge duels» 20:00 uur | Oostenrijk                                                        | 4 – 0 | Kazachstan | Ernst Happelstadion, Wenen Toeschouwers: 40.000 Scheidsrechter: Jakob Kehlet (DEN) |
| 16 oktober WK-kwalificatie Groep C № 715 «onderlinge duels» 20:00 uur | Marc Janko 24' Marc Janko 63' David Alaba 71' Martin Harnik 90+3' |       |            | Ernst Happelstadion, Wenen Toeschouwers: 40.000 Scheidsrechter: Jakob Kehlet (DEN) |

|                                                                  |            |                                                         |           |                                                                               |
| 14 november Vriendschappelijk № 716 «onderlinge duels» 20:30 uur | Oostenrijk | 0 – 3                                                   | Ivoorkust | Linzerstadion, Linz Toeschouwers: 13.832 Scheidsrechter: Pavel Královec (CZE) |
| 14 november Vriendschappelijk № 716 «onderlinge duels» 20:30 uur |            | 44' Didier Ya Konan 61' Didier Drogba 76' Lacina Traoré |           | Linzerstadion, Linz Toeschouwers: 13.832 Scheidsrechter: Pavel Královec (CZE) |

### 2013
|                                                                 |                               |       |                |                                                                                   |
| 6 februari Vriendschappelijk № 717 «onderlinge duels» 19:45 uur | Wales                         | 2 – 1 | Oostenrijk     | Liberty Stadium, Swansea Toeschouwers: 8.000 Scheidsrechter: Menashe Masiah (ISR) |
| 6 februari Vriendschappelijk № 717 «onderlinge duels» 19:45 uur | Gareth Bale 21' Sam Vokes 52' |       | 75' Marc Janko | Liberty Stadium, Swansea Toeschouwers: 8.000 Scheidsrechter: Menashe Masiah (ISR) |

|                                                                     | |       |         |                                                                                       |
| 22 maart WK-kwalificatie Groep C № 718 «onderlinge duels» 20:00 uur | Oostenrijk | 6 – 0 | Faeröer | Ernst Happelstadion, Wenen Toeschouwers: 24.200 Scheidsrechter: Oleksandr Derdo (UKR) |
| 22 maart WK-kwalificatie Groep C № 718 «onderlinge duels» 20:00 uur | Philipp Hosiner 8' Philipp Hosiner 20' Andreas Ivanschitz 28' Zlatko Junuzović 77' David Alaba 78' György Garics 82' |       |         | Ernst Happelstadion, Wenen Toeschouwers: 24.200 Scheidsrechter: Oleksandr Derdo (UKR) |

|                                                                     |                                          |       |                                     |                                                                                  |
| 26 maart WK-kwalificatie Groep C № 719 «onderlinge duels» 20:45 uur | Ierland                                  | 2 – 2 | Oostenrijk                          | Avivastadion, Dublin Toeschouwers: 36.100 Scheidsrechter: Marijo Strahonja (CRO) |
| 26 maart WK-kwalificatie Groep C № 719 «onderlinge duels» 20:45 uur | Jon Walters 25' (pen.) Jon Walters 45+1' |       | 11' Martin Harnik 90+2' David Alaba | Avivastadion, Dublin Toeschouwers: 36.100 Scheidsrechter: Marijo Strahonja (CRO) |

|                                                                   |                                       |       |                    |                                                                                       |
| 7 juni WK-kwalificatie Groep C № 720 «onderlinge duels» 20:45 uur | Oostenrijk                            | 2 – 1 | Zweden             | Ernst Happelstadion, Wenen Toeschouwers: 48.500 Scheidsrechter: Gianluca Rocchi (ITA) |
| 7 juni WK-kwalificatie Groep C № 720 «onderlinge duels» 20:45 uur | David Alaba 26' (pen.) Marc Janko 32' |       | 82' Johan Elmander | Ernst Happelstadion, Wenen Toeschouwers: 48.500 Scheidsrechter: Gianluca Rocchi (ITA) |

|                                                                  |            |                                           |             |                                                                                   |
| 14 augustus Vriendschappelijk № 721 «onderlinge duels» 20:30 uur | Oostenrijk | 0 – 2                                     | Griekenland | Red Bull Arena, Salzburg Toeschouwers: 23.400 Scheidsrechter: Richard Trutz (SVK) |
| 14 augustus Vriendschappelijk № 721 «onderlinge duels» 20:30 uur |            | 39' Kostas Mitroglou 67' Kostas Mitroglou |             | Red Bull Arena, Salzburg Toeschouwers: 23.400 Scheidsrechter: Richard Trutz (SVK) |

|                                                                        |                                                     |       |            |                                                                                 |
| 6 september WK-kwalificatie Groep C № 722 «onderlinge duels» 20:45 uur | Duitsland                                           | 3 – 0 | Oostenrijk | Allianz Arena, München Toeschouwers: 68.000 Scheidsrechter: Milorad Mažić (SRB) |
| 6 september WK-kwalificatie Groep C № 722 «onderlinge duels» 20:45 uur | Miroslav Klose 33' Toni Kroos 51' Thomas Müller 88' |       |            | Allianz Arena, München Toeschouwers: 68.000 Scheidsrechter: Milorad Mažić (SRB) |

|                                                               |                 |       |         |                                                                                            |
| 10 september WK-kwalificatie Groep C № 723 «onderlinge duels» | Oostenrijk      | 1 – 0 | Ierland | Ernst Happelstadion, Wenen Toeschouwers: 48.500 Scheidsrechter: Olegário Benquerença (POR) |
| 10 september WK-kwalificatie Groep C № 723 «onderlinge duels» | David Alaba 84' |       |         | Ernst Happelstadion, Wenen Toeschouwers: 48.500 Scheidsrechter: Olegário Benquerença (POR) |

|                                                                       |                                          |       |                   |                                                                              |
| 11 oktober WK-kwalificatie Groep C № 724 «onderlinge duels» 20:45 uur | Zweden                                   | 2 – 1 | Oostenrijk        | Friends Arena, Solna Toeschouwers: 49.416 Scheidsrechter: Cüneyt Çakır (TUR) |
| 11 oktober WK-kwalificatie Groep C № 724 «onderlinge duels» 20:45 uur | Martin Olsson 56' Zlatan Ibrahimović 86' |       | 29' Martin Harnik | Friends Arena, Solna Toeschouwers: 49.416 Scheidsrechter: Cüneyt Çakır (TUR) |

|                                                                       |         |                                                            |            |                                                                            |
| 15 oktober WK-kwalificatie Groep C № 725 «onderlinge duels» 20:00 uur | Faeröer | 0 – 3                                                      | Oostenrijk | Tórsvøllur, Tórshavn Toeschouwers: 3.100 Scheidsrechter: Liran Liany (ISR) |
| 15 oktober WK-kwalificatie Groep C № 725 «onderlinge duels» 20:00 uur |         | 16' Andreas Ivanschitz 64' Sebastian Prödl 67' David Alaba |            | Tórsvøllur, Tórshavn Toeschouwers: 3.100 Scheidsrechter: Liran Liany (ISR) |

|                                                                  |                |       |                  |                                                                                  |
| 19 november Vriendschappelijk № 726 «onderlinge duels» 20:45 uur | Oostenrijk     | 1 – 0 | Verenigde Staten | Ernst Happelstadion, Wenen Toeschouwers: 20.200 Scheidsrechter: István Vad (HUN) |
| 19 november Vriendschappelijk № 726 «onderlinge duels» 20:45 uur | Marc Janko 33' |       |                  | Ernst Happelstadion, Wenen Toeschouwers: 20.200 Scheidsrechter: István Vad (HUN) |

### 2014
|                                                              |                |       |                    |                                                                                        |
| 5 maart Vriendschappelijk № 727 «onderlinge duels» 20:00 uur | Oostenrijk     | 1 – 1 | Uruguay            | Wörtherseestadion, Klagenfurt Toeschouwers: 22.000 Scheidsrechter: Deniz Aytekin (GER) |
| 5 maart Vriendschappelijk № 727 «onderlinge duels» 20:00 uur | Marc Janko 14' |       | 66' Álvaro Pereira | Wörtherseestadion, Klagenfurt Toeschouwers: 22.000 Scheidsrechter: Deniz Aytekin (GER) |

|                                                             |                     |       |                         |                                                                                      |
| 30 mei Vriendschappelijk № 728 «onderlinge duels» 19:30 uur | Oostenrijk          | 1 – 1 | IJsland                 | Tivoli Stadion Tirol, Innsbruck Toeschouwers: 13.800 Scheidsrechter: Matej Jug (SLO) |
| 30 mei Vriendschappelijk № 728 «onderlinge duels» 19:30 uur | Marcel Sabitzer 28' |       | 47' Kolbeinn Sigþórsson | Tivoli Stadion Tirol, Innsbruck Toeschouwers: 13.800 Scheidsrechter: Matej Jug (SLO) |

|                                                             |                  |       |                                               |                                                                                   |
| 3 juni Vriendschappelijk № 729 «onderlinge duels» 20:30 uur | Tsjechië         | 1 – 2 | Oostenrijk                                    | Andrův stadion, Olomouc Toeschouwers: 10.653 Scheidsrechter: Pol van Boekel (NED) |
| 3 juni Vriendschappelijk № 729 «onderlinge duels» 20:30 uur | Tomáš Hořava 42' |       | 34' Marcel Sabitzer 72' Julian Baumgartlinger | Andrův stadion, Olomouc Toeschouwers: 10.653 Scheidsrechter: Pol van Boekel (NED) |

|                                                                        |                       |       |                  |                                                                                      |
| 8 september EK-kwalificatie Groep G № 730 «onderlinge duels» 20:45 uur | Oostenrijk            | 1 – 1 | Zweden           | Ernst Happelstadion, Wenen Toeschouwers: 48.500 Scheidsrechter: Pavel Královec (CZE) |
| 8 september EK-kwalificatie Groep G № 730 «onderlinge duels» 20:45 uur | David Alaba 7' (pen.) |       | 12' Erkan Zengin | Ernst Happelstadion, Wenen Toeschouwers: 48.500 Scheidsrechter: Pavel Královec (CZE) |

|                                                                      |                            |       |                                       |                                                                                  |
| 9 oktober EK-kwalificatie Groep G № 731 «onderlinge duels» 20:45 uur | Moldavië                   | 1 – 2 | Oostenrijk                            | Stadionul Zimbru, Chișinău Toeschouwers: 9.381 Scheidsrechter: Jorge Sousa (POR) |
| 9 oktober EK-kwalificatie Groep G № 731 «onderlinge duels» 20:45 uur | Alexandru Dedov 27' (pen.) |       | 11' (pen.) David Alaba 51' Marc Janko | Stadionul Zimbru, Chișinău Toeschouwers: 9.381 Scheidsrechter: Jorge Sousa (POR) |

|                                                                       |                  |       |            |                                                                                   |
| 12 oktober EK-kwalificatie Groep G № 732 «onderlinge duels» 20:45 uur | Oostenrijk       | 1 – 0 | Montenegro | Ernst Happelstadion, Wenen Toeschouwers: 44.200 Scheidsrechter: Bas Nijhuis (NED) |
| 12 oktober EK-kwalificatie Groep G № 732 «onderlinge duels» 20:45 uur | Rubin Okotie 24' |       |            | Ernst Happelstadion, Wenen Toeschouwers: 44.200 Scheidsrechter: Bas Nijhuis (NED) |

|                                                              |                  |       |         |                                                                                       |
| 15 november EK-kwalificatie Groep G № 733 «onderlinge duels» | Oostenrijk       | 1 – 0 | Rusland | Ernst Happelstadion, Wenen Toeschouwers: 47.500 Scheidsrechter: Martin Atkinson (ENG) |
| 15 november EK-kwalificatie Groep G № 733 «onderlinge duels» | Rubin Okotie 73' |       |         | Ernst Happelstadion, Wenen Toeschouwers: 47.500 Scheidsrechter: Martin Atkinson (ENG) |

|                                                        |                                |       |                                    |                                                                                      |
| 18 november Vriendschappelijk № 734 «onderlinge duels» | Oostenrijk                     | 1 – 2 | Brazilië                           | Ernst Happelstadion, Wenen Toeschouwers: 48.500 Scheidsrechter: William Collum (SCO) |
| 18 november Vriendschappelijk № 734 «onderlinge duels» | Aleksandar Dragović 75' (pen.) |       | 64' David Luiz 83' Roberto Firmino | Ernst Happelstadion, Wenen Toeschouwers: 48.500 Scheidsrechter: William Collum (SCO) |

### 2015
|                                                                     |               |                                                                                              |            |                                                                                |
| 27 maart EK-kwalificatie Groep G № 735 «onderlinge duels» 19:45 uur | Liechtenstein | 0 – 5                                                                                        | Oostenrijk | Rheinparkstadion, Vaduz Toeschouwers: 6.127 Scheidsrechter: Felix Zwayer (GER) |
| 27 maart EK-kwalificatie Groep G № 735 «onderlinge duels» 19:45 uur |               | 14' Martin Harnik 16' Marc Janko 59' David Alaba 74' Zlatko Junuzović 90+3' Marko Arnautović |            | Rheinparkstadion, Vaduz Toeschouwers: 6.127 Scheidsrechter: Felix Zwayer (GER) |

|                                                               |                |       |                   |                                                                                     |
| 31 maart Vriendschappelijk № 736 «onderlinge duels» 19:30 uur | Oostenrijk     | 1 – 1 | Bosnië en Her.    | Ernst Happelstadion, Wenen Toeschouwers: 48.500 Scheidsrechter: Libor Kovařik (CZE) |
| 31 maart Vriendschappelijk № 736 «onderlinge duels» 19:30 uur | Marc Janko 34' |       | 48' Izet Hajrović | Ernst Happelstadion, Wenen Toeschouwers: 48.500 Scheidsrechter: Libor Kovařik (CZE) |

|                                                                    |         |                |            |                                                                                   |
| 14 juni EK-kwalificatie Groep G № 737 «onderlinge duels» 20:45 uur | Rusland | 0 – 1          | Oostenrijk | Otkrytieje Arena, Moskou Toeschouwers: 35.000 Scheidsrechter: Milorad Mažić (SRB) |
| 14 juni EK-kwalificatie Groep G № 737 «onderlinge duels» 20:45 uur |         | 33' Marc Janko |            | Otkrytieje Arena, Moskou Toeschouwers: 35.000 Scheidsrechter: Milorad Mažić (SRB) |

|                                                              |                      |       |          |                                                                                          |
| 5 september EK-kwalificatie Groep G № 738 «onderlinge duels» | Oostenrijk           | 1 – 0 | Moldavië | Ernst Happelstadion, Wenen Toeschouwers: 48.500 Scheidsrechter: Aleksandar Stavrev (MKD) |
| 5 september EK-kwalificatie Groep G № 738 «onderlinge duels» | Zlatko Junuzović 52' |       |          | Ernst Happelstadion, Wenen Toeschouwers: 48.500 Scheidsrechter: Aleksandar Stavrev (MKD) |

|                                                              |                          |       |                                                                          |                                                                                         |
| 8 september EK-kwalificatie Groep G № 739 «onderlinge duels» | Zweden                   | 1 – 4 | Oostenrijk                                                               | Friends Arena, Solna Toeschouwers: 48.355 Scheidsrechter: Carlos Velasco Carballo (ESP) |
| 8 september EK-kwalificatie Groep G № 739 «onderlinge duels» | Zlatan Ibrahimović 90+1' |       | 9' (pen.) David Alaba 38' Martin Harnik 76' Marc Janko 88' Martin Harnik | Friends Arena, Solna Toeschouwers: 48.355 Scheidsrechter: Carlos Velasco Carballo (ESP) |

|                                                                      |                                     |       |                                                     |                                                                                         |
| 9 oktober EK-kwalificatie Groep G № 740 «onderlinge duels» 20:45 uur | Montenegro                          | 2 – 3 | Oostenrijk                                          | Pod Goricomstadion, Podgorica Toeschouwers: 11.000 Scheidsrechter: Daniele Orsato (ITA) |
| 9 oktober EK-kwalificatie Groep G № 740 «onderlinge duels» 20:45 uur | Mirko Vučinić 32' Fatos Bećiraj 68' |       | 55' Marc Janko 81' Marc Janko 90+2' Marcel Sabitzer | Pod Goricomstadion, Podgorica Toeschouwers: 11.000 Scheidsrechter: Daniele Orsato (ITA) |

|                                                                       |                                                    |       |               |                                                                                        |
| 12 oktober EK-kwalificatie Groep G № 741 «onderlinge duels» 18:00 uur | Oostenrijk                                         | 3 – 0 | Liechtenstein | Ernst Happelstadion, Wenen Toeschouwers: 44.200 Scheidsrechter: Miroslav Zelinka (CZE) |
| 12 oktober EK-kwalificatie Groep G № 741 «onderlinge duels» 18:00 uur | Marko Arnautović 12' Marc Janko 54' Marc Janko 57' |       |               | Ernst Happelstadion, Wenen Toeschouwers: 44.200 Scheidsrechter: Miroslav Zelinka (CZE) |

|                                                        |                 |       |                                        |                                                                                    |
| 17 november Vriendschappelijk № 742 «onderlinge duels» | Oostenrijk      | 1 – 2 | Zwitserland                            | Ernst Happelstadion, Wenen Toeschouwers: 27.600 Scheidsrechter: Manuel Gräfe (GER) |
| 17 november Vriendschappelijk № 742 «onderlinge duels» | David Alaba 14' |       | 9' Haris Seferović 38' Haris Seferović | Ernst Happelstadion, Wenen Toeschouwers: 27.600 Scheidsrechter: Manuel Gräfe (GER) |

### 2016
|                                                     |                                 |       |                   |                                                                                     |
| 26 maart Vriendschappelijk № 743 «onderlinge duels» | Oostenrijk                      | 2 – 1 | Albanië           | Ernst Happelstadion, Wenen Toeschouwers: 28.600 Scheidsrechter: Ivan Kružliak (SVK) |
| 26 maart Vriendschappelijk № 743 «onderlinge duels» | Marc Janko 6' Martin Harnik 13' |       | 47' Ermir Lenjani | Ernst Happelstadion, Wenen Toeschouwers: 28.600 Scheidsrechter: Ivan Kružliak (SVK) |

|                                                     |                      |       |                                     |                                                                                 |
| 29 maart Vriendschappelijk № 744 «onderlinge duels» | Oostenrijk           | 1 – 2 | Turkije                             | Ernst Happelstadion, Wenen Toeschouwers: 26.700 Scheidsrechter: Paweł Gil (POL) |
| 29 maart Vriendschappelijk № 744 «onderlinge duels» | Zlatko Junuzović 22' |       | 43' Hakan Çalhanoğlu 56' Arda Turan | Ernst Happelstadion, Wenen Toeschouwers: 26.700 Scheidsrechter: Paweł Gil (POL) |

|                                                   |                                           |       |                        |                                                                                             |
| 31 mei Vriendschappelijk № 745 «onderlinge duels» | Oostenrijk                                | 2 – 1 | Malta                  | Wörtherseestadion, Klagenfurt Toeschouwers: 20.200 Scheidsrechter: Mattias Gestranius (FIN) |
| 31 mei Vriendschappelijk № 745 «onderlinge duels» | Marko Arnautović 4' Alessandro Schöpf 18' |       | 87' (e.d.) David Alaba | Wörtherseestadion, Klagenfurt Toeschouwers: 20.200 Scheidsrechter: Mattias Gestranius (FIN) |

|                                                   |            |                                            |           |                                                                                                   |
| 4 juni Vriendschappelijk № 746 «onderlinge duels» | Oostenrijk | 0 – 2                                      | Nederland | Wörtherseestadion, Klagenfurt Toeschouwers: 48.000 Scheidsrechter: Alberto Undiano Mallenco (ESP) |
| 4 juni Vriendschappelijk № 746 «onderlinge duels» |            | 9' Vincent Janssen 66' Georginio Wijnaldum |           | Wörtherseestadion, Klagenfurt Toeschouwers: 48.000 Scheidsrechter: Alberto Undiano Mallenco (ESP) |

| EK 2016 |
| ------- |

|                                                            |            |                                    |           |                                                                                            |
| 14 juni EK 2016 Groep F № 747 «onderlinge duels» 18:00 uur | Oostenrijk | 0 – 2                              | Hongarije | Nouveau Stade Bordeaux, Bordeaux Toeschouwers: 34.424 Scheidsrechter: Clément Turpin (FRA) |
| 14 juni EK 2016 Groep F № 747 «onderlinge duels» 18:00 uur |            | 61' Ádám Szalai 87' Zoltán Stieber |           | Nouveau Stade Bordeaux, Bordeaux Toeschouwers: 34.424 Scheidsrechter: Clément Turpin (FRA) |

|                                                            |          |       |            |                                                                                    |
| 18 juni EK 2016 Groep F № 748 «onderlinge duels» 18:00 uur | Portugal | 0 – 0 | Oostenrijk | Parc des Princes, Parijs Toeschouwers: 44.291 Scheidsrechter: Nicola Rizzoli (ITA) |
| 18 juni EK 2016 Groep F № 748 «onderlinge duels» 18:00 uur |          |       |            | Parc des Princes, Parijs Toeschouwers: 44.291 Scheidsrechter: Nicola Rizzoli (ITA) |

|                                                            |                                                      |       |                       |                                                                                          |
| 22 juni EK 2016 Groep F № 749 «onderlinge duels» 18:00 uur | IJsland                                              | 2 – 1 | Oostenrijk            | Stade de France, Saint-Denis Toeschouwers: 68.714 Scheidsrechter: Szymon Marciniak (POL) |
| 22 juni EK 2016 Groep F № 749 «onderlinge duels» 18:00 uur | Jón Daði Böðvarsson 18' Arnór Ingvi Traustason 90+4' |       | 60' Alessandro Schöpf | Stade de France, Saint-Denis Toeschouwers: 68.714 Scheidsrechter: Szymon Marciniak (POL) |

|  |  |  |  |  |  |  |  |  |

|                                                                        |                   |       |                                       |                                                                                               |
| 5 september WK-kwalificatie Groep D № 750 «onderlinge duels» 18:00 uur | Georgië           | 1 – 2 | Oostenrijk                            | Boris Paitsjadzestadion, Tbilisi Toeschouwers: 25.000 Scheidsrechter: Aleksej Koelbakov (BLR) |
| 5 september WK-kwalificatie Groep D № 750 «onderlinge duels» 18:00 uur | Jano Ananidze 78' |       | 16' Martin Hinteregger 42' Marc Janko | Boris Paitsjadzestadion, Tbilisi Toeschouwers: 25.000 Scheidsrechter: Aleksej Koelbakov (BLR) |

|                                                                      |                                           |       |                                         |                                                                                    |
| 6 oktober WK-kwalificatie Groep D № 751 «onderlinge duels» 20:45 uur | Oostenrijk                                | 2 – 2 | Wales                                   | Ernst Happelstadion, Wenen Toeschouwers: 44.200 Scheidsrechter: Cüneyt Çakır (TUR) |
| 6 oktober WK-kwalificatie Groep D № 751 «onderlinge duels» 20:45 uur | Marko Arnautović 28' Marko Arnautović 48' |       | 22' Joe Allen 45+1' (e.d.) Kevin Wimmer | Ernst Happelstadion, Wenen Toeschouwers: 44.200 Scheidsrechter: Cüneyt Çakır (TUR) |

|                                                                      |                                                                |       |                                    |                                                                                      |
| 9 oktober WK-kwalificatie Groep D № 752 «onderlinge duels» 20:45 uur | Servië                                                         | 3 – 2 | Oostenrijk                         | Rode Sterstadion, Belgrado Toeschouwers: 20.000 Scheidsrechter: Jonas Eriksson (SWE) |
| 9 oktober WK-kwalificatie Groep D № 752 «onderlinge duels» 20:45 uur | Aleksandar Mitrović 6' Aleksandar Mitrović 23' Dušan Tadić 74' |       | 15' Marcel Sabitzer 62' Marc Janko | Rode Sterstadion, Belgrado Toeschouwers: 20.000 Scheidsrechter: Jonas Eriksson (SWE) |

|                                                                        |            |                   |         |                                                                                       |
| 12 november WK-kwalificatie Groep D № 753 «onderlinge duels» 18:00 uur | Oostenrijk | 0 – 1             | Ierland | Ernst Happelstadion, Wenen Toeschouwers: 48.500 Scheidsrechter: Sergej Karasjov (RUS) |
| 12 november WK-kwalificatie Groep D № 753 «onderlinge duels» 18:00 uur |            | 48' James McClean |         | Ernst Happelstadion, Wenen Toeschouwers: 48.500 Scheidsrechter: Sergej Karasjov (RUS) |

|                                                                  |            |       |           |                                                                                  |
| 15 november Vriendschappelijk № 754 «onderlinge duels» 20:45 uur | Oostenrijk | 0 – 0 | Slowakije | Ernst Happelstadion, Wenen Toeschouwers: 14.200 Scheidsrechter: Kevin Blom (NED) |
| 15 november Vriendschappelijk № 754 «onderlinge duels» 20:45 uur |            |       |           | Ernst Happelstadion, Wenen Toeschouwers: 14.200 Scheidsrechter: Kevin Blom (NED) |

### 2017
|                                                                     |                                       |       |          |                                                                                  |
| 24 maart WK-kwalificatie Groep D № 755 «onderlinge duels» 20:45 uur | Oostenrijk                            | 2 – 0 | Moldavië | Ernst Happelstadion, Wenen Toeschouwers: 21.000 Scheidsrechter: István Vad (HUN) |
| 24 maart WK-kwalificatie Groep D № 755 «onderlinge duels» 20:45 uur | Marcel Sabitzer 75' Martin Harnik 90' |       |          | Ernst Happelstadion, Wenen Toeschouwers: 21.000 Scheidsrechter: István Vad (HUN) |

|                                                               |                      |       |                    |                                                                                             |
| 28 maart Vriendschappelijk № 756 «onderlinge duels» 20:45 uur | Oostenrijk           | 1 – 1 | Finland            | Tivoli Stadion Tirol, Innsbruck Toeschouwers: 13.700 Scheidsrechter: Miroslav Zelinka (CZE) |
| 28 maart Vriendschappelijk № 756 «onderlinge duels» 20:45 uur | Marko Arnautović 62' |       | 76' Fredrik Jensen | Tivoli Stadion Tirol, Innsbruck Toeschouwers: 13.700 Scheidsrechter: Miroslav Zelinka (CZE) |

|                                                                    |                      |       |                        |                                                                                          |
| 11 juni WK-kwalificatie Groep D № 757 «onderlinge duels» 20:45 uur | Ierland              | 1 – 1 | Oostenrijk             | Avivastadion, Dublin Toeschouwers: 51.700 Scheidsrechter: David Fernández Borbalán (ESP) |
| 11 juni WK-kwalificatie Groep D № 757 «onderlinge duels» 20:45 uur | Jonathan Walters 85' |       | 31' Martin Hinteregger | Avivastadion, Dublin Toeschouwers: 51.700 Scheidsrechter: David Fernández Borbalán (ESP) |

|                                                                        |                  |       |            |                                                                                         |
| 2 september WK-kwalificatie Groep D № 758 «onderlinge duels» 20:45 uur | Wales            | 1 – 0 | Oostenrijk | Cardiff City Stadium, Cardiff Toeschouwers: 32.633 Scheidsrechter: Ovidiu Haţegan (ROM) |
| 2 september WK-kwalificatie Groep D № 758 «onderlinge duels» 20:45 uur | Ben Woodburn 74' |       |            | Cardiff City Stadium, Cardiff Toeschouwers: 32.633 Scheidsrechter: Ovidiu Haţegan (ROM) |

|                                                                        |                  |       |                |                                                                                      |
| 5 september WK-kwalificatie Groep D № 759 «onderlinge duels» 20:45 uur | Oostenrijk       | 1 – 1 | Georgië        | Ernst Happelstadion, Wenen Toeschouwers: 13.400 Scheidsrechter: Orel Grinfeeld (ISR) |
| 5 september WK-kwalificatie Groep D № 759 «onderlinge duels» 20:45 uur | Louis Schaub 43' |       | 8' Vako Gvilia | Ernst Happelstadion, Wenen Toeschouwers: 13.400 Scheidsrechter: Orel Grinfeeld (ISR) |

|                                                                      |                                                             |       |                                        |                                                                                      |
| 6 oktober WK-kwalificatie Groep D № 760 «onderlinge duels» 20:45 uur | Oostenrijk                                                  | 3 – 2 | Servië                                 | Ernst Happelstadion, Wenen Toeschouwers: 42.400 Scheidsrechter: Pavel Královec (CZE) |
| 6 oktober WK-kwalificatie Groep D № 760 «onderlinge duels» 20:45 uur | Guido Burgstaller 25' Marko Arnautović 76' Louis Schaub 89' |       | 11' Luka Milivojević 83' Nemanja Matić | Ernst Happelstadion, Wenen Toeschouwers: 42.400 Scheidsrechter: Pavel Královec (CZE) |

|                                                                      |          |                  |            |                                                                                     |
| 9 oktober WK-kwalificatie Groep D № 761 «onderlinge duels» 20:45 uur | Moldavië | 0 – 1            | Oostenrijk | Stadionul Zimbru, Chisinau Toeschouwers: 5.000 Scheidsrechter: Bart Vertenten (BEL) |
| 9 oktober WK-kwalificatie Groep D № 761 «onderlinge duels» 20:45 uur |          | 69' Louis Schaub |            | Stadionul Zimbru, Chisinau Toeschouwers: 5.000 Scheidsrechter: Bart Vertenten (BEL) |

|                                                                  |                                     |       |                    |                                                                                    |
| 14 november Vriendschappelijk № 762 «onderlinge duels» 20:45 uur | Oostenrijk                          | 2 – 1 | Uruguay            | Ernst Happelstadion, Wenen Toeschouwers: 11.632 Scheidsrechter: Tamás Bognár (HUN) |
| 14 november Vriendschappelijk № 762 «onderlinge duels» 20:45 uur | Marcel Sabitzer 5' Louis Schaub 87' |       | 10' Edinson Cavani | Ernst Happelstadion, Wenen Toeschouwers: 11.632 Scheidsrechter: Tamás Bognár (HUN) |

### 2018
|                                                               |                                                           |       |          |                                                                                           |
| 23 maart Vriendschappelijk № 763 «onderlinge duels» 20:45 uur | Oostenrijk                                                | 3 – 0 | Slovenië | Wörtherseestadion, Klagenfurt Toeschouwers: 18.100 Scheidsrechter: Stephan Klossner (SUI) |
| 23 maart Vriendschappelijk № 763 «onderlinge duels» 20:45 uur | David Alaba 15' Marko Arnautović 36' Marko Arnautović 51' |       |          | Wörtherseestadion, Klagenfurt Toeschouwers: 18.100 Scheidsrechter: Stephan Klossner (SUI) |

|                                                               |           |                                                                                     |            |                                                                                            |
| 27 maart Vriendschappelijk № 764 «onderlinge duels» 20:30 uur | Luxemburg | 0 – 4                                                                               | Oostenrijk | Stade Josy Barthel, Luxemburg Toeschouwers: 2.123 Scheidsrechter: Mattias Gestranius (FIN) |
| 27 maart Vriendschappelijk № 764 «onderlinge duels» 20:30 uur |           | 4' Marko Arnautović 39' Florian Grillitsch 59' Michael Gregoritsch 84' Louis Schaub |            | Stade Josy Barthel, Luxemburg Toeschouwers: 2.123 Scheidsrechter: Mattias Gestranius (FIN) |

|                                                             |                       |       |         |                                                                                        |
| 30 mei Vriendschappelijk № 765 «onderlinge duels» 20:45 uur | Oostenrijk            | 1 – 0 | Rusland | Tivoli Stadion Tirol, Innsbruck Toeschouwers: 14.500 Scheidsrechter: Bas Nijhuis (NED) |
| 30 mei Vriendschappelijk № 765 «onderlinge duels» 20:45 uur | Alessandro Schöpf 28' |       |         | Tivoli Stadion Tirol, Innsbruck Toeschouwers: 14.500 Scheidsrechter: Bas Nijhuis (NED) |

|                                                             |                                              |       |                |                                                                                         |
| 2 juni Vriendschappelijk № 766 «onderlinge duels» 19:40 uur | Oostenrijk                                   | 2 – 1 | Duitsland      | Wörtherseestadion, Klagenfurt Toeschouwers: 29.200 Scheidsrechter: Pavel Královec (CZE) |
| 2 juni Vriendschappelijk № 766 «onderlinge duels» 19:40 uur | Martin Hinteregger 53' Alessandro Schöpf 69' |       | 11' Mesut Özil | Wörtherseestadion, Klagenfurt Toeschouwers: 29.200 Scheidsrechter: Pavel Královec (CZE) |

|                                                              |            |                                                    |          |                                                                                     |
| 10 juni Vriendschappelijk № 767 «onderlinge duels» 16:00 uur | Oostenrijk | 0 – 3                                              | Brazilië | Ernst Happelstadion, Wenen Toeschouwers: 48.500 Scheidsrechter: Viktor Kassai (HUN) |
| 10 juni Vriendschappelijk № 767 «onderlinge duels» 16:00 uur |            | 36' Gabriel Jesus 63' Neymar 69' Philippe Coutinho |          | Ernst Happelstadion, Wenen Toeschouwers: 48.500 Scheidsrechter: Viktor Kassai (HUN) |

|                                                                  |                                           |       |        |                                                                            |
| 6 september Vriendschappelijk № 768 «onderlinge duels» 20:45 uur | Oostenrijk                                | 2 – 0 | Zweden | Generali Arena, Wenen Toeschouwers: 11.000 Scheidsrechter: Paweł Gil (POL) |
| 6 september Vriendschappelijk № 768 «onderlinge duels» 20:45 uur | Filip Helander 11' (e.d.) David Alaba 64' |       |        | Generali Arena, Wenen Toeschouwers: 11.000 Scheidsrechter: Paweł Gil (POL) |

|                                                                              |                       |       |            |                                                                             |
| 11 september UEFA Nations League Groep B3 № 769 «onderlinge duels» 20:45 uur | Bosnië en Herzegovina | 1 – 0 | Oostenrijk | Bilino Polje, Zenica Toeschouwers: 9.100 Scheidsrechter: Ruddy Buquet (FRA) |
| 11 september UEFA Nations League Groep B3 № 769 «onderlinge duels» 20:45 uur | Edin Džeko 78'        |       |            | Bilino Polje, Zenica Toeschouwers: 9.100 Scheidsrechter: Ruddy Buquet (FRA) |

|                                                                            |                      |       |               |                                                                                      |
| 12 oktober UEFA Nations League Groep B3 № 770 «onderlinge duels» 20:45 uur | Oostenrijk           | 1 – 0 | Noord-Ierland | Ernst Happelstadion, Wenen Toeschouwers: 22.300 Scheidsrechter: Georgi Kabakov (BUL) |
| 12 oktober UEFA Nations League Groep B3 № 770 «onderlinge duels» 20:45 uur | Marko Arnautović 71' |       |               | Ernst Happelstadion, Wenen Toeschouwers: 22.300 Scheidsrechter: Georgi Kabakov (BUL) |

|                                                             |                                            |       |            |                                                                                |
| 16 oktober Vriendschappelijk № 771 «onderlinge duels» 20:45 | Denemarken                                 | 2 – 0 | Oostenrijk | MCH Arena, Herning Toeschouwers: 7.386 Scheidsrechter: Ola Hobber Nilsen (NOR) |
| 16 oktober Vriendschappelijk № 771 «onderlinge duels» 20:45 | Lukas Lerager 29' Martin Braithwaite 90+3' |       |            | MCH Arena, Herning Toeschouwers: 7.386 Scheidsrechter: Ola Hobber Nilsen (NOR) |

|                                                                             |            |       |                       |                                                                                     |
| 15 november UEFA Nations League Groep B3 № 772 «onderlinge duels» 20:45 uur | Oostenrijk | 0 – 0 | Bosnië en Herzegovina | Ernst Happelstadion, Wenen Toeschouwers: 37.200 Scheidsrechter: Andrew Dallas (SCO) |
| 15 november UEFA Nations League Groep B3 № 772 «onderlinge duels» 20:45 uur |            |       |                       | Ernst Happelstadion, Wenen Toeschouwers: 37.200 Scheidsrechter: Andrew Dallas (SCO) |

|                                                                             |                 |       |                                         |                                                                                  |
| 18 november UEFA Nations League Groep B3 № 773 «onderlinge duels» 18:00 uur | Noord-Ierland   | 1 – 2 | Oostenrijk                              | Windsor Park, Belfast Toeschouwers: 17.895 Scheidsrechter: Jonathan Lardot (BEL) |
| 18 november UEFA Nations League Groep B3 № 773 «onderlinge duels» 18:00 uur | Corry Evans 57' |       | 49' Xaver Schlager 90' Valentino Lazaro | Windsor Park, Belfast Toeschouwers: 17.895 Scheidsrechter: Jonathan Lardot (BEL) |

### 2019
|                                                                     |            |                      |       |                                                                                               |
| 21 maart EK-kwalificatie Groep G № 774 «onderlinge duels» 20:45 uur | Oostenrijk | 0 – 1                | Polen | Ernst Happelstadion, Wenen Toeschouwers: 40.400 Scheidsrechter: Anastasios Sidiropoulos (GRE) |
| 21 maart EK-kwalificatie Groep G № 774 «onderlinge duels» 20:45 uur |            | 69' Krzysztof Piątek |       | Ernst Happelstadion, Wenen Toeschouwers: 40.400 Scheidsrechter: Anastasios Sidiropoulos (GRE) |

|                                                                     |                                                                   |       |                                          |                                                                                      |
| 24 maart EK-kwalificatie Groep G № 775 «onderlinge duels» 18:00 uur | Israël                                                            | 4 – 2 | Oostenrijk                               | Sammy Oferstadion, Haifa Toeschouwers: 16.180 Scheidsrechter: Jevhen Aranovsky (UKR) |
| 24 maart EK-kwalificatie Groep G № 775 «onderlinge duels» 18:00 uur | Eran Zahavi 34' Eran Zahavi 45' Eran Zahavi 55' Moanes Dabour 66' |       | 8' Marko Arnautović 75' Marko Arnautović | Sammy Oferstadion, Haifa Toeschouwers: 16.180 Scheidsrechter: Jevhen Aranovsky (UKR) |

|                                                                   |                       |       |          |                                                                                            |
| 7 juni EK-kwalificatie Groep G № 776 «onderlinge duels» 20:45 uur | Oostenrijk            | 1 – 0 | Slovenië | Wörtherseestadion, Klagenfurt Toeschouwers: 19.200 Scheidsrechter: Aleksej Koelbakov (BLR) |
| 7 juni EK-kwalificatie Groep G № 776 «onderlinge duels» 20:45 uur | Guido Burgstaller 74' |       |          | Wörtherseestadion, Klagenfurt Toeschouwers: 19.200 Scheidsrechter: Aleksej Koelbakov (BLR) |

|                                                                    |                               |       |                                                                                                 |                                                                                     |
| 10 juni EK-kwalificatie Groep G № 777 «onderlinge duels» 20:45 uur | Noord-Macedonië               | 1 – 4 | Oostenrijk                                                                                      | Toše Proeskiarena, Skopje Toeschouwers: 10.501 Scheidsrechter: Aleksej Jeskov (RUS) |
| 10 juni EK-kwalificatie Groep G № 777 «onderlinge duels» 20:45 uur | Martin Hinteregger 18' (e.d.) |       | 39' Valentino Lazaro 62' (pen.) Marko Arnautović 82' Marko Arnautović 86' (e.d.) Egzon Bejtulai | Toše Proeskiarena, Skopje Toeschouwers: 10.501 Scheidsrechter: Aleksej Jeskov (RUS) |

|                                                                        | |       |         |                                                                                     |
| 6 september EK-kwalificatie Groep G № 778 «onderlinge duels» 20:45 uur | Oostenrijk | 6 – 0 | Letland | Red Bull Arena, Salzburg Toeschouwers: 16.300 Scheidsrechter: Robert Hennessy (IRL) |
| 6 september EK-kwalificatie Groep G № 778 «onderlinge duels» 20:45 uur | Marko Arnautović 7' Marcel Sabitzer 13' Marko Arnautović 53' (pen.) Pāvels Šteinbors 76' (e.d.) Konrad Laimer 80' Michael Gregoritsch 85' |       |         | Red Bull Arena, Salzburg Toeschouwers: 16.300 Scheidsrechter: Robert Hennessy (IRL) |

|                                                                        |       |       |            |                                                                                      |
| 9 september EK-kwalificatie Groep G № 779 «onderlinge duels» 20:45 uur | Polen | 0 – 0 | Oostenrijk | Nationaal Stadion, Warschau Toeschouwers: 56.788 Scheidsrechter: Viktor Kassai (HUN) |
| 9 september EK-kwalificatie Groep G № 779 «onderlinge duels» 20:45 uur |       |       |            | Nationaal Stadion, Warschau Toeschouwers: 56.788 Scheidsrechter: Viktor Kassai (HUN) |

|                                                                       |                                                                 |       |                 |                                                                                      |
| 10 oktober EK-kwalificatie Groep G № 780 «onderlinge duels» 20:45 uur | Oostenrijk                                                      | 3 – 1 | Israël          | Ernst Happelstadion, Wenen Toeschouwers: 26.200 Scheidsrechter: William Collum (SCO) |
| 10 oktober EK-kwalificatie Groep G № 780 «onderlinge duels» 20:45 uur | Valentino Lazaro 41' Martin Hinteregger 56' Marcel Sabitzer 88' |       | 34' Eran Zahavi | Ernst Happelstadion, Wenen Toeschouwers: 26.200 Scheidsrechter: William Collum (SCO) |

|                                                                       |          |                  |            |                                                                                   |
| 13 oktober EK-kwalificatie Groep G № 781 «onderlinge duels» 20:45 uur | Slovenië | 0 – 1            | Oostenrijk | Stožicestadion, Ljubljana Toeschouwers: 15.108 Scheidsrechter: Cüneyt Çakır (TUR) |
| 13 oktober EK-kwalificatie Groep G № 781 «onderlinge duels» 20:45 uur |          | 21' Stefan Posch |            | Stožicestadion, Ljubljana Toeschouwers: 15.108 Scheidsrechter: Cüneyt Çakır (TUR) |

|                                                                        |                                  |       |                          |                                                                                      |
| 16 november EK-kwalificatie Groep G № 782 «onderlinge duels» 20:45 uur | Oostenrijk                       | 2 – 1 | Noord-Macedonië          | Ernst Happelstadion, Wenen Toeschouwers: 41.100 Scheidsrechter: Michael Oliver (ENG) |
| 16 november EK-kwalificatie Groep G № 782 «onderlinge duels» 20:45 uur | David Alaba 8' Stefan Lainer 48' |       | 90+3' Vlatko Stojanovski | Ernst Happelstadion, Wenen Toeschouwers: 41.100 Scheidsrechter: Michael Oliver (ENG) |

|                                                                        |                |       |            |                                                                                    |
| 19 november EK-kwalificatie Groep G № 783 «onderlinge duels» 20:45 uur | Letland        | 1 – 0 | Oostenrijk | Daugavastadion, Riga Toeschouwers: 2.781 Scheidsrechter: Alejandro Hernández (ESP) |
| 19 november EK-kwalificatie Groep G № 783 «onderlinge duels» 20:45 uur | Mārcis Ošs 65' |       |            | Daugavastadion, Riga Toeschouwers: 2.781 Scheidsrechter: Alejandro Hernández (ESP) |

ÖFB · A-internationals · Selecties · Bondscoaches · Oostenrijks vrouwenelftal · Olympisch elftal · Oostenrijk U21 · Oostenrijk U20 · Oostenrijk U19 · Oostenrijk U18 · Oostenrijk U17 · Oostenrijk U16 · Vrouwen U17
1902 – 1919 ·
1920 – 1929 ·
1930 – 1939 ·
1940 – 1949 ·
1950 – 1959 ·
1960 – 1969 ·
1970 – 1979 ·
1980 – 1989 ·
1990 – 1999 ·
2000 – 2009 ·
2010 – 2019 ·
2020 – 2029
EK's: 2008 · 
2016 · 
2020 · 
2024
WK's: 1934 · 
1954 · 
1958 · 
1978 · 
1982 · 
1990 · 
1998
OS: 1912 ·
1936 ·
1948 ·
1952
1902 · 
1903 · 
1904 · 
1905 · 
1906 · 
1907 · 
1908 · 
1909 · 
1910 · 
1911 · 
1912 · 
1913 · 
1914 · 
1915 · 
1916 · 
1917 · 
1918 · 
1919 · 
1920 · 
1921 · 
1922 · 
1923 · 
1924 · 
1925 · 
1926 · 
1927 · 
1928 · 
1929 · 
1930 · 
1931 · 
1932 · 
1933 · 
1934 · 
1935 · 
1936 · 
1937 · 
1938 · 1939 · 1940 · 1941 · 1942 · 1943 · 1944 · 1945 · 
1946 · 
1947 · 
1948 · 
1949 · 
1950 · 
1952 · 
1952 · 
1953 · 
1954 · 
1955 · 
1956 · 
1957 · 
1958 · 
1959 · 
1960 · 
1961 · 
1962 · 
1963 · 
1964 · 
1965 · 
1966 · 
1967 · 
1968 · 
1969 · 
1970 · 
1971 · 
1972 · 
1973 · 
1974 · 
1975 · 
1976 · 
1977 · 
1978 · 
1979 · 
1980 · 
1981 · 
1982 · 
1983 · 
1984 · 
1985 · 
1986 · 
1987 · 
1988 · 
1989 · 
1990 ·
1991 · 
1992 · 
1993 · 
1994 · 
1995 · 
1996 · 
1997 · 
1998 · 
1999 · 
2000 · 
2001 · 
2002 · 
2003 · 
2004 · 
2005 · 
2006 · 
2007 · 
2008 · 
2009 · 
2010 · 
2011 · 
2012 · 
2013 · 
2014 · 
2015 · 
2016 · 
2017 · 
2018 · 
2019 · 
2020 · 
2021 ·
2022
Albanië ·
Algerije ·
Andorra ·
Argentinië ·
Azerbeidzjan ·
België ·
Bosnië en Herzegovina ·
Brazilië ·
Bulgarije ·
Canada ·
Chili ·
Costa Rica ·
Cyprus ·
Denemarken ·
DDR ·
Duitsland ·
Egypte ·
Engeland ·
Estland ·
Faeröer ·
Finland ·
Frankrijk ·
Georgië ·
Ghana ·
Griekenland ·
Hongarije ·
Ierland ·
IJsland ·
Iran ·
Israël ·
Italië ·
Ivoorkust ·
Japan ·
Joegoslavië ·
Kameroen ·
Kazachstan ·
Kroatië ·
Letland ·
Liechtenstein ·
Litouwen ·
Luxemburg ·
Malta ·
Moldavië ·
Montenegro ·
Nederland ·
Nigeria ·
Noord-Ierland ·
Noord-Macedonië ·
Noorwegen ·
Oekraïne ·
Paraguay ·
Peru ·
Polen ·
Portugal ·
Roemenië ·
Rusland ·
San Marino ·
Schotland ·
Servië ·
Slovenië ·
Slowakije ·
Sovjet-Unie ·
Spanje ·
Trinidad en Tobago ·
Tsjechië ·
Tsjecho-Slowakije ·
Tunesië ·
Turkije ·
Uruguay ·
Venezuela ·
Verenigde Staten ·
Wales ·
Wit-Rusland ·
Zweden ·
Zwitserland
Algerije (1982) · 
Chili (1982) · 
Duitsland (2008) · 
Frankrijk (1982) · 
Hongarije (2016) · 
Italië (2021) · 
Kroatië (2008) · 
Nederland (2021) · 
Noord-Ierland (1982) · 
Noord-Macedonië (2021) · 
Oekraïne (2021) · 
Polen (2008) ·  
Portugal (2016) · 
West-Duitsland (1982)
AFC-zone: Afghanistan · Australië · Bahrein · Bangladesh · Bhutan · Brunei · Cambodja · China · Chinees Taipei · Filipijnen · Guam · Hongkong · India · Indonesië · Iran · Irak · Japan · Jemen · Jordanië · Koeweit · Kirgizië · Laos · Libanon · Macau · Maleisië · Maldiven · Mongolië · Myanmar · Nepal · Noord-Korea · Oezbekistan · Oman · Oost-Timor · Pakistan · Palestina · Qatar · Saoedi-Arabië · Singapore · Sri Lanka · Syrië · Tadjikistan · Thailand · Turkmenistan · Verenigde Arabische Emiraten · Vietnam · Zuid-Korea

CAF-zone: Algerije · Angola · Benin · Botswana · Burkina Faso · Burundi · Centraal-Afrikaanse Republiek · Comoren · Congo-Brazzaville · Congo-Kinshasa · Djibouti · Egypte · Equatoriaal-Guinea · Eritrea · Ethiopië · Gabon · Gambia · Ghana · Guinee · Guinee-Bissau · Ivoorkust · Kaapverdië · Kameroen · Kenia · Lesotho · Liberia · Libië · Madagaskar · Malawi · Mali · Mauritanië · Mauritius · Marokko · Mozambique · Namibië · Niger · Nigeria · Oeganda · Rwanda · Sao Tomé en Principe · Senegal · Seychellen · Sierra Leone · Soedan · Somalië · Swaziland · Tanzania · Togo · Tsjaad · Tunesië · Zambia · Zimbabwe · Zuid-Afrika · Zuid-Soedan 

CONCACAF-zone: Amerikaanse Maagdeneilanden · Anguilla · Antigua en Barbuda · Aruba · Bahama's · Barbados · Belize · Bermuda · Britse Maagdeneilanden · Canada · Kaaimaneilanden · Costa Rica · Cuba · Curaçao · Dominica · Dominicaanse Republiek · El Salvador · Frans Guyana · Grenada · Guadeloupe · Guatemala · Guyana · Haïti · Honduras · Jamaica · Martinique · Mexico · Montserrat · 
Nicaragua · Panama · Puerto Rico · Saint Kitts en Nevis · Saint Lucia · Saint Vincent en de Grenadines · Sint Maarten · Suriname · Trinidad en Tobago · Turks- en Caicoseilanden · Verenigde Staten

CONMEBOL-zone: Argentinië · Bolivia · Brazilië · Chili · Colombia · Ecuador · Paraguay · Peru · Uruguay · Venezuela

OFC-zone: Amerikaans-Samoa · Cookeilanden · Fiji · Nieuw-Caledonië · Nieuw-Zeeland · Papoea-Nieuw-Guinea · Samoa · Salomoneilanden · Tahiti · Tonga · Vanuatu

UEFA-zone: Albanië · Andorra · Armenië · Azerbeidzjan · België · Bosnië en Herzegovina · Bulgarije · Cyprus · Denemarken · Duitsland · Engeland · Estland · Faeröer · Finland · Frankrijk · Georgië · Gibraltar · Griekenland · Hongarije · IJsland · Ierland · Israël · Italië · Kazachstan · Kosovo · Kroatië · Letland · Liechtenstein · Litouwen · Luxemburg · Macedonië · Malta · Moldavië · Montenegro · Nederland · Noord-Ierland · Noorwegen · Oekraïne · Oostenrijk · Polen · Portugal · Roemenië · Rusland · San Marino · Schotland · Servië · Slovenië · Slowakije · Spanje · Tsjechië · Turkije · Wales · Wit-Rusland · Zweden · Zwitserland